# Гетеронормативность
Гетеронормати́вность (англ. heteronormativity) — мировоззрение, при котором гетеросексуальность понимается как социальная норма сексуального поведения человека. При таком понимании рассматривается исключительно бинарное деление человечества на два пола, при котором биологический пол полностью совпадает с гендером и определённой гендерной ролью человека.
Гетеронормативность предполагает бинарную оппозицию мужского и женского, в связи с чем только в рамках гетеронормативности имеет смысл говорить о «противоположном гендере».

## Гетеронормативная матрица
Гетеронормативность подразумевает само собой разумеющееся гетеросексуальное развитие человека. От человека ожидается именно гетеросексуальное поведение. Гетеросексуальность, согласно гетеронормативной матрице, является единственным стандартом здоровой человеческой сексуальности. Эти стандарты принимаются по умолчанию, даже если речь идёт о незнакомых культурах.
| Биологический пол | Половые признаки | Гендерная идентичность | Гендерная роль | Сексуальное влечение                                  | Родительство |
| ----------------- | ---------------- | ---------------------- | -------------- | ----------------------------------------------------- | ------------ |
| Женщина           | женские          | женская                | фемининность   | пассивная сексуальная позиция, направленная на мужчин | Мать         |
| Мужчина           | мужские          | мужская                | маскулинность  | активная сексуальная позиция, направленная на женщин  | Отец         |

## Стигматизация и ассимиляция
Люди с интерсексуальными признаками (то есть с признаками обоих полов) с рождения принуждаются к выбору одного определённого пола. В большинстве случаев сразу после рождения хирургическим путём производится коррекция, которая приводит тело в соответствие с выбранным полом. Далее человек с рождения воспитывается в соответствии с этим полом. Если всё-таки интерсексуальность не устраняется сразу после рождения или в раннем детстве, то, выросши, человек должен выбрать один из полов. Сохранить оба пола не представляется возможным, исходя из чисто организационных моментов: необходимость указывать пол в документах, посещение общественного туалета и т. п.